# Senath
Senath és una població dels Estats Units a l'estat de Missouri. Segons el cens del 2000 tenia 1.650 habitants.

## Demografia
Segons el cens del 2000, Senath tenia 1.650 habitants, 688 habitatges, i 427 famílies. La densitat de població era de 333,5 habitants per km².
Dels 688 habitatges en un 26,3% hi vivien nens de menys de 18 anys, en un 48% hi vivien parelles casades, en un 10,9% dones solteres, i en un 37,8% no eren unitats familiars. En el 34,2% dels habitatges hi vivien persones soles el 20,3% de les quals corresponia a persones de 65 anys o més que vivien soles. El nombre mitjà de persones vivint en cada habitatge era de 2,26 i el nombre mitjà de persones que vivien en cada família era de 2,89.
Per edats la població es repartia de la següent manera: un 22,5% tenia menys de 18 anys, un 7,2% entre 18 i 24, un 24,7% entre 25 i 44, un 20,8% de 45 a 60 i un 24,8% 65 anys o més.
L'edat mediana era de 41 anys. Per cada 100 dones de 18 o més anys hi havia 81,4 homes.
La renda mediana per habitatge era de 20.938 $ i la renda mediana per família de 24.458 $. Els homes tenien una renda mediana de 24.345 $ mentre que les dones 16.845 $. La renda per capita de la població era d'11.434 $. Entorn del 21,8% de les famílies i el 29,5% de la població estaven per davall del llindar de pobresa.

## Poblacions més properes
El següent diagrama mostra les poblacions més properes.